# Yanma Shuiku
Yanma Shuiku är en reservoar i Kina. Den ligger i provinsen Shandong, i den östra delen av landet, omkring 160 kilometer söder om provinshuvudstaden Jinan. Yanma Shuiku ligger 122 meter över havet. Arean är 12,7 kvadratkilometer. Trakten runt Yanma Shuiku består till största delen av jordbruksmark. Den sträcker sig 7,4 kilometer i nord-sydlig riktning, och 5,1 kilometer i öst-västlig riktning.
Genomsnittlig årsnederbörd är 828 millimeter. Den regnigaste månaden är juli, med i genomsnitt 252 mm nederbörd, och den torraste är januari, med 4 mm nederbörd.